# Lakkammanahalli, Alur
Lakkammanahalli là một làng thuộc tehsil Alur, huyện Hassan, bang Karnataka, Ấn Độ.